# Sparta (città moderna)
Sparta (in greco Σπάρτη?, Spártī) è una città della Grecia situata nel Peloponneso meridionale, sulla destra del fiume Eurota tra i rilievi del Parnone a est e del Taigeto a ovest nell'unità periferica della Laconia. Alla fine del IV secolo fu completamente distrutta dai Visigoti di Alarico I e nei suoi pressi fu costruita la cittadina di Mistra (o Misitra).
La Sparta moderna, rifondata nel 1834, è un comune di 16 239 abitanti secondo i dati del censimento 2011.
A seguito della riforma amministrativa detta piano Callicrate in vigore dal gennaio 2011, che ha abolito le prefetture e accorpato numerosi comuni, la superficie del comune è ora di 1182 km² e la popolazione è passata da 18 184 a 36 540 abitanti.
Della città antica, che sorgeva nelle immediate vicinanze della Sparta attuale e che fu tra le protagoniste della storia della Grecia antica, sono rimasti pochi reperti archeologici: i resti di un santuario dedicato ad Artemide Orthia, risalente all'inizio del IX secolo a.C., dell'acropoli con il tempio ad Atena Chalkioikos e di un teatro di epoca ellenistico-romana.

## Storia
(Agide II, re di Sparta, V sec. a.C., citato in Plutarco, Moralia, 190c)

Pianta di Sparta: A. acropoli, B. agora, C. Pitana, D. Mesoa, E. Limnai, F. Kynosura

Le evidenze archeologiche rivelano che l'area di Sparta era abitata sin dal IV millennio a.C. (neolitico) soprattutto nei pressi del fiume Eurota. La permanenza si è protratta anche nel III millennio a.C. (periodo Elladico Antico) nonché in epoca micenea con la presenza di tombe individuali localizzate alla periferia dell'attuale centro abitato. 
Sparta era composta da cinque villaggi (komai): Limnes, Pitane, Kynosoura, Mesoa e Amykles che verranno riuniti quando la città avrà un'unica cinta muraria. Pitane occupava la parte ovest e nord-ovest della città, Limnes a est e l'area del fiume, Mesoa era probabilmente a sud o sudovest mentre Kynosoura a sud-est. L'unificazione dei villaggi comporterà anche la creazione di un sistema di strade e drenaggio dell'acqua che si è completato solo nel I secolo a.C.
Nell'età classica Sparta fu importante e temuta grazie al suo esercito, che dominava il Peloponneso. Quando però riuscì a sottomettere tutta la Grecia, vincendo la guerra del Peloponneso, non riuscì a gestire i territori conquistati e cominciò il suo declino, che la riportò ad essere un villaggio di campagna nel giro di pochi secoli dal suo massimo splendore. Venne rifondata nel 1834 e al giorno d'oggi svolge un'importante funzione amministrativa nella vallata dell'Eurota.
Gli spartani furono uno dei primi popoli che consentì alla donna di poter esprimere la propria opinione.

## Patrimonio artistico

### Museo archeologico
Il museo archeologico si trova nella città moderna e conserva molti reperti trovati nell'antica Sparta nel 1910.

### Sparta greca - L'Acropoli
Della vecchia Sparta rimane l'Acropoli, l'area religiosa e amministrativa della città sin dall'VIII secolo a.C. per poi essere abbandonata in epoca bizantina. Chi ha documentato la città e i suoi monumenti antichi fu Pausania che ha permesso di avere tutti i riferimenti e le descrizioni dei monumenti. L'agorà si trova nella collina del Palaiokastro, nella parte est dell'acropoli.
Le fonti antiche parlano del tempio di Atena Chalkioikos, patrona della città (si trova nella parte superiore e presenta alcuni fregi di foglie ed anelli sulle mura), inoltre quello di Atena Ergane, dei portici, la tomba del re Tindaro e quella del re Pausania di Sparta. nonché il tempio di Afrodite Areia. Ma il più importante dei monumenti è senza dubbio il teatro romano nella parte sud della collina scoperto negli anni Novanta e che risale al I secolo. Tra i vari edifici ce ne era uno dedicato ad Apollo e la Skias, un luogo pubblico per eventi e musica, infine il famoso edificio circolare con statue di Zeus e Afrodite Olimpia.

#### I monumenti dell'acropoli

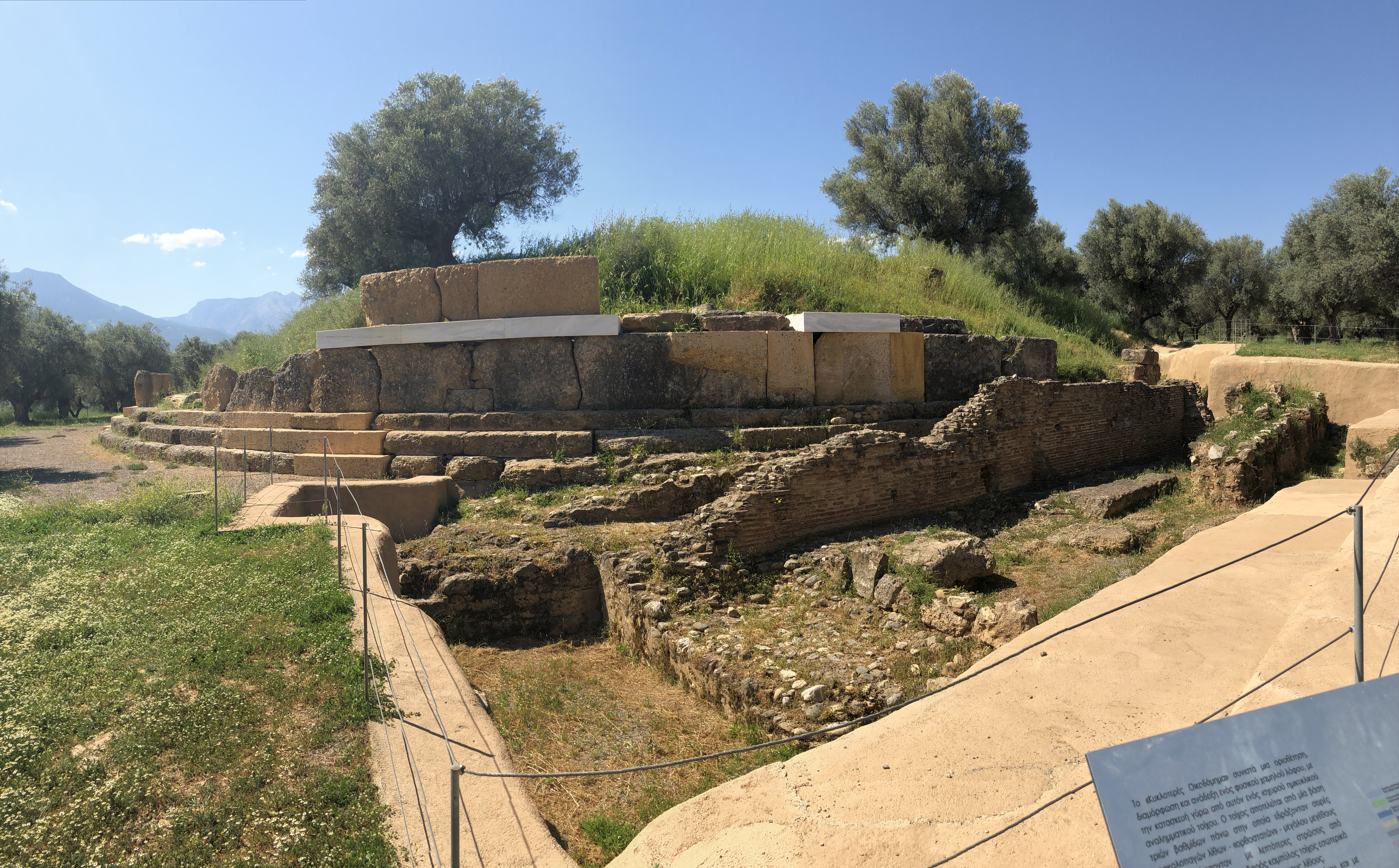
L'edificio circolare e la stoa romana

L'edificio circolare venne costruito lungo il perimetro della collina con dei blocchi di pietra che ne contenevano la terra su una superficie resa poi piatta. Il monumento è stato alterato dalla presenza di una chiesa bizantina a ovest del X secolo che ha alterato l'integrità del monumento. Nella parte superficiale vi era un pavimento con un colonnato circolare e delle statue. In realtà questo monumento non è stato ancora identificato. Secondo alcuni archeologi potrebbe trattarsi di un tempio dedicato a Zeus o Afrodite Olimpia del 600 a.C. oppure potrebbe essere identificato con la skias, il santuario di Gaia o il ginnasio. Altre ipotesi protendono per il cenotafio del militare spartano Brasida, o la tomba del re Cleomene III. Anche sulla datazione vi è incertezza per cui si pensa sia un monumento arcaico che risalga al VII o al VI secolo a.C. poi successivi interventi si sono protratti sino al I secolo a.C.
Posto a est dell'edificio circolare vi è la stoà romana datata tra il 125 e il 150 d.C. come limite sud dell'agorà. L'edificio di ordine dorico misurava 187x14 metri ed era orientato lungo l'asse est-ovest. Sul lato est vi erano dei colonnati ad archi. Nel periodo bizantino tra il XII e il XIV secolo subì dei rimaneggiamenti importanti alla struttura.

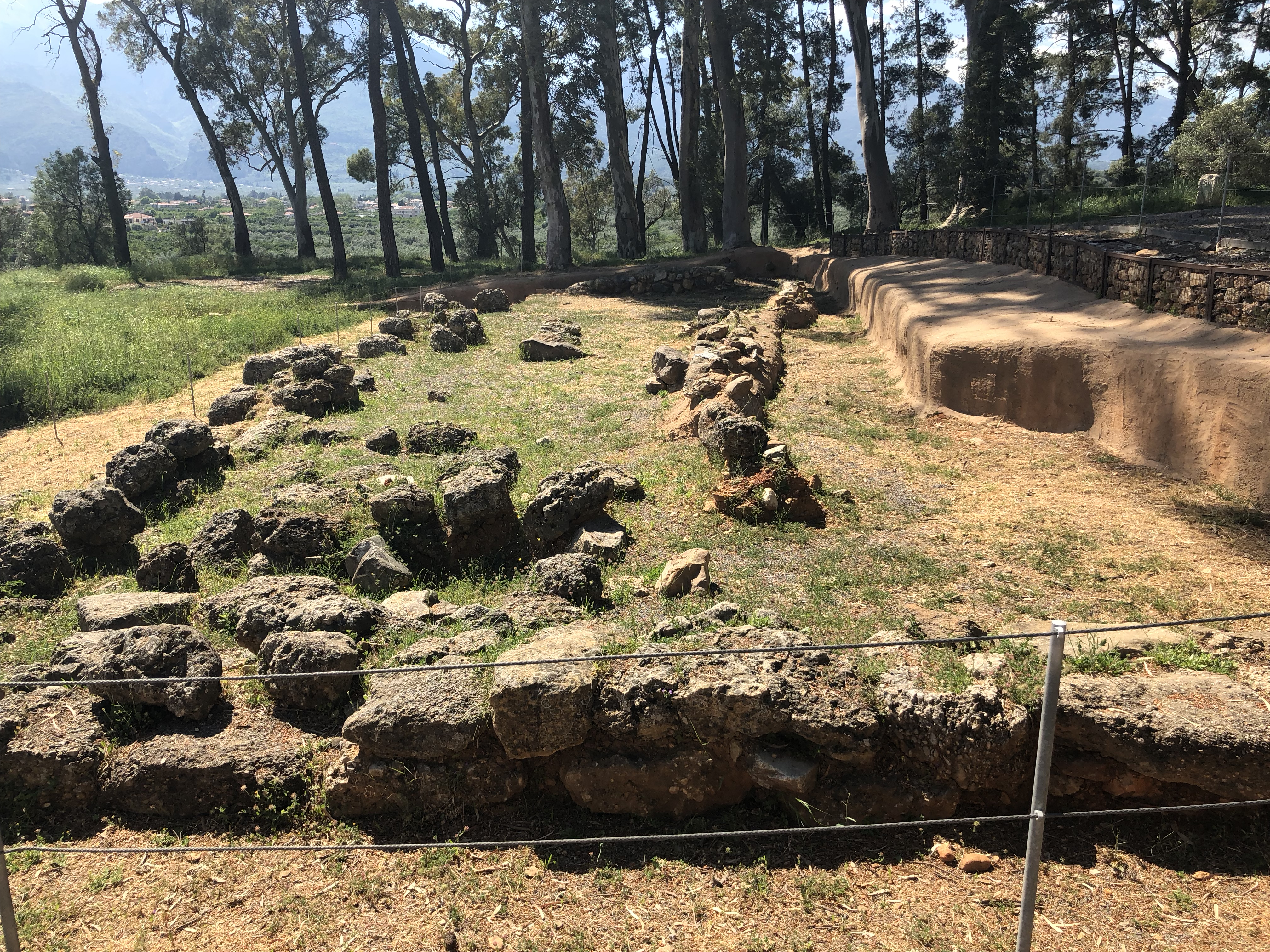
Tempio di Atena Chalkioikos

A est del teatro antico si trova la grande basilica detta di San Nikone, edificio datato tra il VI e il VII secolo. Si tratta di un'importante chiesa considerata la cattedrale dei Lacedemoni.
Il tempio di Atena Chalkioikos è uno dei più importanti della città ed è stato scavato agli inizi del XX secolo. Il tempio è antico proveniente dal periodo miceneo, ossia dall'VIII secolo a.C. Esso fu utilizzato sino al IV secolo d.C. quando venne abbandonato e furono costruite delle abitazioni di sopra. Il nome Chalkioikos è legato al bronzo, forse per la presenza di placche in bronzo di cui era adornato l'interno del tempio a cura dell'artista Gitiadas. A questo tempio è associato un evento storico accaduto al re Pausania, nonché comandante delle armate nella battaglia di Platea del 479 a.C. Egli fu accusato di avere simpatie per i persiani e per questo dopo un periodo di osservazione venne richiesto il suo arresto, ma egli si rifugiò all'interno del santuario. Per non profanare il luogo egli venne chiuso dentro finché morendo di fame e sete venne catturato e ucciso. Il santuario era importante in quanto era il luogo in cui terminavano varie processioni legate alla vita dei giovani spartani e dei soldati adulti, inoltre davanti ad esso si festeggiavano le vittorie militari e sportive. Al suo interno sono state trovate molte statue tra cui il torso in marmo del soldato oplita conosciuto come Leonida, oggi al Museo di Sparta.

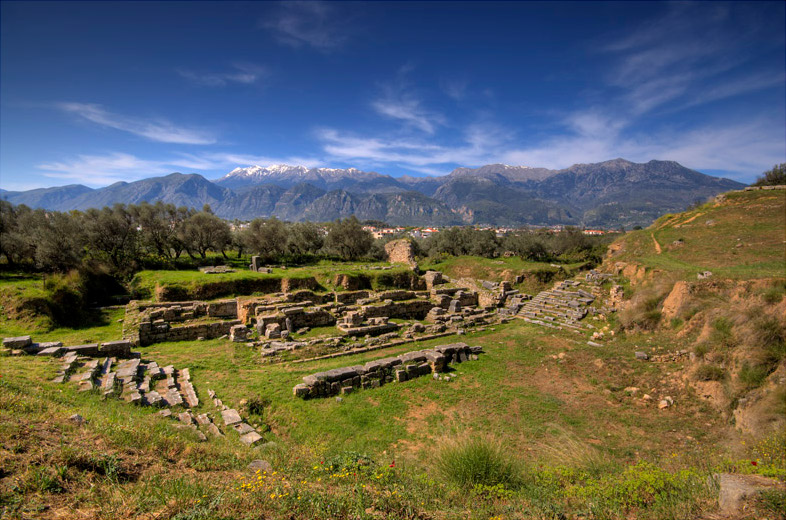
Il teatro di Sparta

Il teatro antico venne eretto tra il 30 e il 20 a.C. si ha tuttavia notizia dalle fonti antiche dell'esistenza di un precedente teatro già dal V secolo a.C. seppur non vi è certezza sulla sua ubicazione, se in altra zona oppure nella medesima dell'attuale. Il teatro possiede dieci scale di accesso e nove file di posti, seppure nelle parti mancanti dovevano esserci 17 scale con altre 16 file di posti per un totale di 17 000 spettatori. La cavea misura 141 metri ed è una delle più grandi del Peloponneso. Il resto della struttura è formato da una grande scena e lateralmente da dei muri di contenimento di cui resta intatto quello sul lato destro. È accertata anche la presenza di una base mobile in legno che permetteva diversi usi, facendo intuire un utilizzo del teatro per più eventi anche di natura religiosa. Nel I secolo d.C. venne inserita una scena monumentale in marmo con ordine corinzio. Il teatro è stato utilizzato fino al III o IV secolo d.C. poi venne abbandonato e usato persino come insediamento bizantino tra il X e il XIV secolo, tale uso favorì l'asportazione delle pietre e il progressivo smantellamento nel corso dei secoli. La spoliazione tornò in epoca moderna quando nel 1834 fu costruita la moderna Sparta.

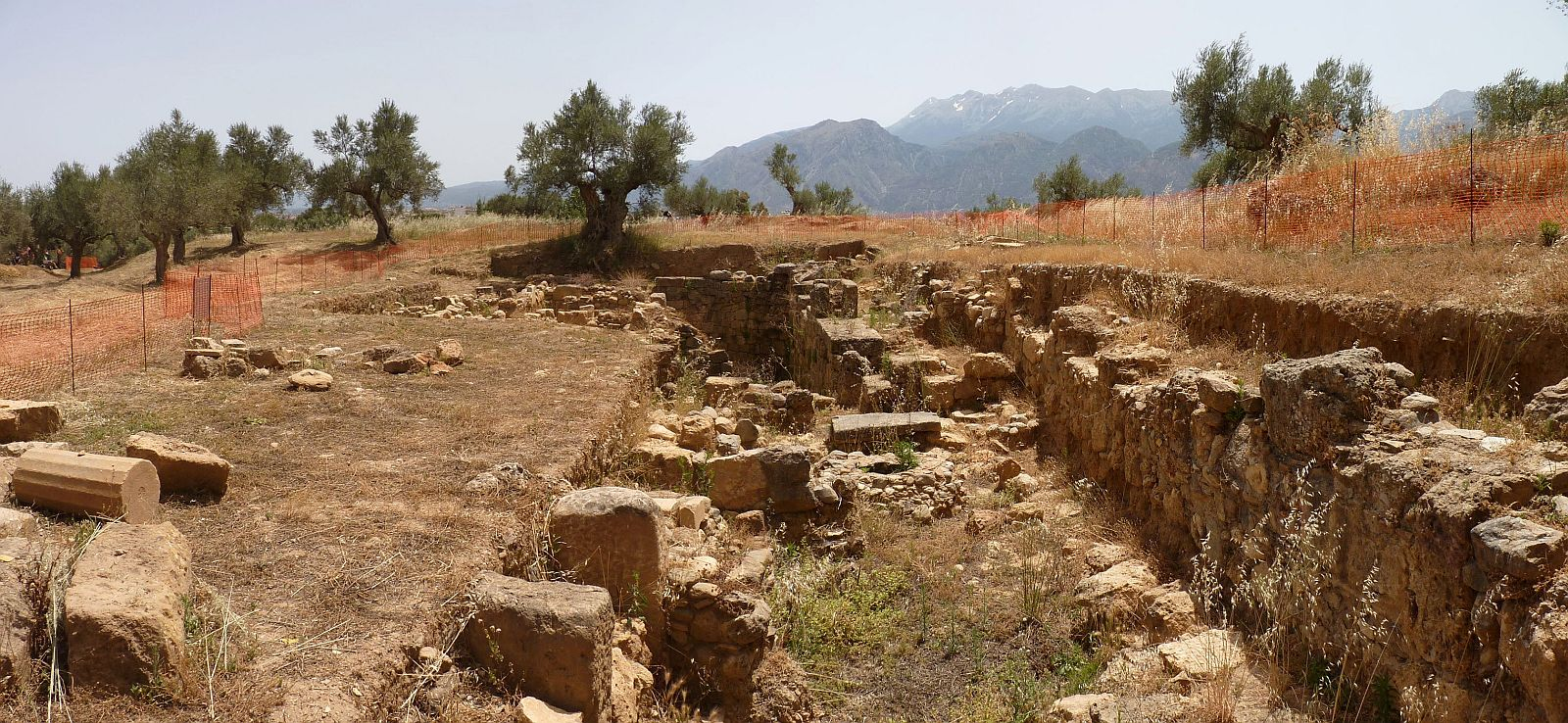
L'agorà di Sparta

L'agorà di Sparta è venuta alla luce negli anni Sessanta del secolo scorso rivelando un angolo della stoa e parte di mura poligonali. La stoa è posta a nord rispetto al monumento circolare. Sono state trovate anche le fondazioni di altri edifici bizantini, segno di una sovrapposizione di utilizzi dell'area. Secondo l'archeologo Chrysanthos Christou che ha eseguito gli scavi l'edificio è databile tra il III e il IV secolo a.C. Nell'edificio è stata trovata anche una statua di Giulia Aquilia Severa del III secolo. Il monumento è associato alla stoa dei persiani descritto anche da Pausania il quale parlava di elementi catturati ai persiani e utilizzati come decoro.

### Statua di Leonida
Si tratta di un monumento moderno in bronzo, dedicato a Leonida I che divenne famoso per il sacrificio alle Termopili contro il re persiano Serse, durante la Seconda guerra persiana.

### Borgo di Mistra
Vicinissimo a Sparta, ad ovest, è presente il borgo medievale di Mistra, sito patrimonio dell'umanità, che ebbe il suo periodo di massimo splendore all'epoca della dominazione franca nel Peloponneso e del despotato bizantino di Morea.

### Borgo di Monemvasia e collezione artistica
Monemvasia è un borgo che si trova a sudest di Sparta ed ha origini bizantine. La collezione artistica locale è ospitata in un piccolo museo, situato vicino alla chiesa di Cristo in Vincoli, che ha lo scopo di far conoscere la storia del borgo. Secondo la Cronaca di Monemvasia, il borgo nacque nell'Alto Medioevo proprio per ospitare la popolazione superstite dell'antica Sparta, in fuga dall'invasione di slavi ed avari.

## Amministrazione

### Gemellaggi
- Taranto
- Biblo
- Catonsville
- Città di Moreland
- Niš
- Sopron
- Stamford
- Avola

## Sport

### Società sportive
Calcio
La squadra principale della città è l'AE Spartis, comunemente conosciuto come Sparta, sciolto nel 2019.

## Filmografia
- 300, del regista Zack Snyder